# Cochlostoma nouleti
Espèce
Statut de conservation UICN

 LC  : Préoccupation mineure
Cochlostoma nouleti est une espèce de mollusques gastéropodes terrestres, de la famille des Diplommatinidae et de la sous-famille des Cochlostomatinae, et du genre Cochlostoma.

## Historique et dénomination

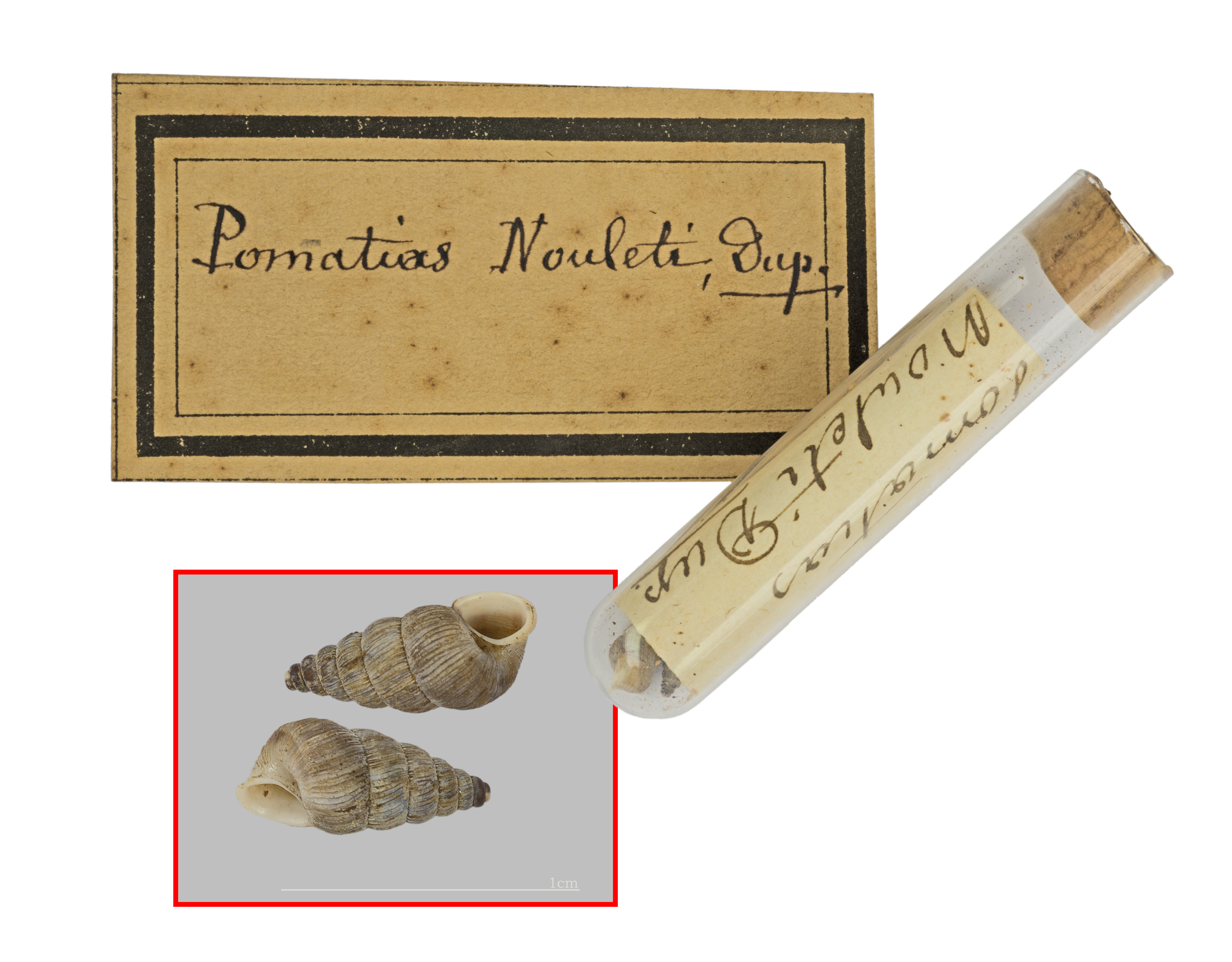
Holotype Muséum de Toulouse

- L'espèce Cochlostoma nouleti été décrite par le malacologue français, Dominique Dupuy en 1851, sous le nom initial de Pomatias nouleti[1]. Elle est dédiée au naturaliste Jean-Baptiste Noulet.
- La localité type est Foix.
- L'Holotype est conservé au Muséum de Toulouse.

### Synonymie
- Pomatias nouleti Dupuy, 1851 Protonyme

### Nom vernaculaire
- Cochlostome des Pyrénées.

## Description
8-12 x 4-5.3 mm. La coquille est formée de 7 1/2-8 1/2 tours faiblement convexes de forme conique, le dernier tour est légèrement rétréci. Péristome peu épaissi avec un bourrelet interne nettement différencié. Les costulation sont fortes et irrégulières : 3-4 côtes principales par mm et 0-3 côtes plus faibles entre les principales. La couleur générale de la coquille es d'un brun corné clair avec une série de flammules brunes irrégulières sur toute la largeur du tour ; deux bandes brunes interrompues sur le dernier tour.